# Llista de topònims de Montbrió del Camp
Llista de topònims (noms propis de lloc) del municipi de Montbrió del Camp, al Baix Camp
Informació actualitzada per un bot. Els canvis manuals es perdran quan s'actualitzi!

## cabana
| imatge | Nom               | Ubicat a          | instància de | Detalls | coordenades                                                          | Protecció | Commons (més fotos) | Dades a WD                    |
| ------ | ----------------- | ----------------- | ------------ | ------- | -------------------------------------------------------------------- | --------- | ------------------- | ----------------------------- |
|        | Quadra de l'Adrià | Montbrió del Camp | cabana       |         | 41° 07′ 02″ N, 0° 59′ 48″ E / 41.1173560837764°N,0.996582152966103°E |           |                     | Modifica les dades a Wikidata |
|        | corral de l'Adela | Montbrió del Camp | cabana       |         | 41° 07′ 09″ N, 1° 00′ 38″ E / 41.1191388335831°N,1.01057084435229°E  |           |                     | Modifica les dades a Wikidata |

## curs d'aigua
| imatge | Nom                  | Ubicat a                                                                | instància de | Detalls                     | coordenades | Protecció | Commons (més fotos)  | Dades a WD                    |
| ------ | -------------------- | ----------------------------------------------------------------------- | ------------ | --------------------------- | --- | --------- | -------------------- | ----------------------------- |
|        | riera d'Alforja      | Alforja les Borges del Camp Botarell Riudoms Montbrió del Camp Cambrils | curs d'aigua | Desemboca: mar Mediterrània | 41° 13′ 15″ N, 0° 55′ 59″ E / 41.220903°N,0.933171°E 41° 03′ 48″ N, 1° 03′ 18″ E / 41.06339°N,1.055061111111111°E |           | Riera d'Alforja      | Modifica les dades a Wikidata |
|        | riera de Riudecanyes | Riudecanyes Montbrió del Camp Mont-roig del Camp Cambrils               | curs d'aigua | Desemboca: mar Mediterrània | 41° 10′ 23″ N, 0° 54′ 20″ E / 41.17318°N,0.905559°E                                                               |           | Riera de Riudecanyes | Modifica les dades a Wikidata |
|        | riera de Riudecols   | Riudecols Botarell Montbrió del Camp                                    | curs d'aigua |                             | 41° 07′ 29″ N, 1° 00′ 06″ E / 41.124722222222°N,1.0016666666667°E                                                 |           |                      | Modifica les dades a Wikidata |

## església
| imatge | Nom                                        | Ubicat a          | instància de    | Detalls                                                      | coordenades                                         | Protecció                   | Commons (més fotos)                                 | Dades a WD                    |
| ------ | ------------------------------------------ | ----------------- | --------------- | ------------------------------------------------------------ | --------------------------------------------------- | --------------------------- | --------------------------------------------------- | ----------------------------- |
|        | Mare de Déu del Carme de Montbrió del Camp | Montbrió del Camp | església        |                                                              | 41° 07′ 15″ N, 1° 00′ 15″ E / 41.12085°N,1.004078°E | bé cultural d'interès local | Església de les Carmelites (Montbrió del Camp)      | Modifica les dades a Wikidata |
|        | Sant Pere de Montbrió del Camp             | Montbrió del Camp | església        | Estil: Renaixement                                           | 41° 07′ 12″ N, 1° 00′ 12″ E / 41.1201°N,1.00325°E   | bé cultural d'interès local | Església de Sant Pere de Montbrió del Camp          | Modifica les dades a Wikidata |
|        | capella de Sant Antoni de Pàdua            | Montbrió del Camp | església ermita | Estil: arquitectura del Renaixement arquitectura neoclàssica | 41° 07′ 21″ N, 0° 59′ 59″ E / 41.122407°N,0.99976°E | bé cultural d'interès local | Capella de Sant Antoni de Pàdua (Montbrió del Camp) | Modifica les dades a Wikidata |

## granja
| imatge | Nom                 | Ubicat a          | instància de | Detalls | coordenades                                                         | Protecció | Commons (més fotos) | Dades a WD                    |
| ------ | ------------------- | ----------------- | ------------ | ------- | ------------------------------------------------------------------- | --------- | ------------------- | ----------------------------- |
|        | Granja Gira-sol     | Montbrió del Camp | granja       |         | 41° 06′ 35″ N, 1° 00′ 43″ E / 41.1096440281243°N,1.01207232146686°E |           |                     | Modifica les dades a Wikidata |
|        | Granja del Carreres | Montbrió del Camp | granja       |         | 41° 07′ 17″ N, 1° 01′ 34″ E / 41.1214145775014°N,1.02609398987189°E |           |                     | Modifica les dades a Wikidata |
|        | Granja del Ratés    | Montbrió del Camp | granja       |         | 41° 07′ 49″ N, 1° 00′ 54″ E / 41.1302946373351°N,1.01502275137777°E |           |                     | Modifica les dades a Wikidata |

## masia
| imatge | Nom                      | Ubicat a          | instància de | Detalls                     | coordenades                                                          | Protecció                                  | Commons (més fotos)                | Dades a WD                    |
| ------ | ------------------------ | ----------------- | ------------ | --------------------------- | -------------------------------------------------------------------- | ------------------------------------------ | ---------------------------------- | ----------------------------- |
|        | Caseta del Salla         | Montbrió del Camp | masia        |                             | 41° 06′ 44″ N, 1° 00′ 03″ E / 41.1123604591354°N,1.00092628419605°E  |                                            |                                    | Modifica les dades a Wikidata |
|        | Mas Glorieta             | Montbrió del Camp | masia        |                             | 41° 07′ 23″ N, 1° 00′ 24″ E / 41.1231628156693°N,1.00679241517038°E  |                                            |                                    | Modifica les dades a Wikidata |
|        | Mas Pedret               | Montbrió del Camp | masia        |                             | 41° 07′ 00″ N, 1° 00′ 23″ E / 41.1166260483343°N,1.00641854288565°E  |                                            |                                    | Modifica les dades a Wikidata |
|        | Mas Riola                | Montbrió del Camp | masia        |                             | 41° 07′ 04″ N, 1° 00′ 47″ E / 41.1178309830666°N,1.01307585324817°E  |                                            |                                    | Modifica les dades a Wikidata |
|        | Mas Vell del Ferreter    | Montbrió del Camp | masia        |                             | 41° 07′ 14″ N, 1° 00′ 40″ E / 41.1205357225581°N,1.01113611467361°E  |                                            |                                    | Modifica les dades a Wikidata |
|        | Mas de Castellví         | Montbrió del Camp | masia        |                             | 41° 06′ 41″ N, 1° 00′ 35″ E / 41.111352300299°N,1.00980561154937°E   |                                            |                                    | Modifica les dades a Wikidata |
|        | Mas de Joanet Ros        | Montbrió del Camp | masia        |                             | 41° 06′ 46″ N, 1° 00′ 08″ E / 41.1126727076074°N,1.00231024366131°E  |                                            |                                    | Modifica les dades a Wikidata |
|        | Mas de Llambert          | Montbrió del Camp | masia        |                             | 41° 06′ 29″ N, 0° 58′ 53″ E / 41.1079491678882°N,0.981434372484975°E |                                            |                                    | Modifica les dades a Wikidata |
|        | Mas de Xinelda           | Montbrió del Camp | masia        |                             | 41° 06′ 37″ N, 1° 00′ 39″ E / 41.110270020746°N,1.0107672303824°E    |                                            |                                    | Modifica les dades a Wikidata |
|        | Mas de la Carme Mestres  | Montbrió del Camp | masia        |                             | 41° 07′ 08″ N, 0° 59′ 51″ E / 41.1189231538955°N,0.997606458836155°E |                                            |                                    | Modifica les dades a Wikidata |
|        | Mas de la Maria Cort     | Montbrió del Camp | masia        |                             | 41° 07′ 08″ N, 0° 59′ 58″ E / 41.1188829952482°N,0.999441946612576°E |                                            |                                    | Modifica les dades a Wikidata |
|        | Mas de la Maria Mestres  | Montbrió del Camp | masia        |                             | 41° 07′ 09″ N, 0° 59′ 54″ E / 41.1191440779285°N,0.998397770132486°E |                                            |                                    | Modifica les dades a Wikidata |
|        | Mas del Busquets         | Montbrió del Camp | masia        |                             | 41° 06′ 40″ N, 0° 59′ 35″ E / 41.1110537017314°N,0.993117640566855°E |                                            |                                    | Modifica les dades a Wikidata |
|        | Mas del Climent          | Montbrió del Camp | masia        |                             | 41° 06′ 25″ N, 1° 00′ 04″ E / 41.1070424172273°N,1.00123055044184°E  |                                            |                                    | Modifica les dades a Wikidata |
|        | Mas del Cubilles         | Montbrió del Camp | masia        |                             | 41° 06′ 26″ N, 0° 59′ 50″ E / 41.107259160612°N,0.997115466727923°E  |                                            |                                    | Modifica les dades a Wikidata |
|        | Mas del Gallisà          | Montbrió del Camp | masia        |                             | 41° 07′ 54″ N, 1° 00′ 58″ E / 41.1318012029097°N,1.01620438207183°E  |                                            |                                    | Modifica les dades a Wikidata |
|        | Mas del Gil              | Montbrió del Camp | masia        |                             | 41° 06′ 34″ N, 1° 00′ 16″ E / 41.1094214333153°N,1.00440956439879°E  |                                            |                                    | Modifica les dades a Wikidata |
|        | Mas del Guapo            | Montbrió del Camp | masia        |                             | 41° 06′ 27″ N, 0° 59′ 36″ E / 41.1075699297442°N,0.993235668528567°E |                                            |                                    | Modifica les dades a Wikidata |
|        | Mas del Marçal           | Montbrió del Camp | masia        |                             | 41° 06′ 25″ N, 1° 00′ 16″ E / 41.106955753553°N,1.00454378950259°E   |                                            |                                    | Modifica les dades a Wikidata |
|        | Mas del Pajà             | Montbrió del Camp | masia        |                             | 41° 06′ 51″ N, 1° 00′ 32″ E / 41.114174750204°N,1.00894618907876°E   |                                            |                                    | Modifica les dades a Wikidata |
|        | Mas del Piquer           | Montbrió del Camp | masia        |                             | 41° 06′ 50″ N, 0° 59′ 52″ E / 41.11378056°N,0.99778611°E 116 msnm    |                                            |                                    | Modifica les dades a Wikidata |
|        | Mas del Quet             | Montbrió del Camp | masia        | Estil: arquitectura popular | 41° 07′ 15″ N, 1° 01′ 20″ E / 41.1207°N,1.02229°E                    | bé integrant del patrimoni cultural català | Mas del Quet                       | Modifica les dades a Wikidata |
|        | Maset del Busquets       | Montbrió del Camp | masia        |                             | 41° 06′ 38″ N, 1° 00′ 00″ E / 41.1105534487401°N,1.00008791922366°E  |                                            |                                    | Modifica les dades a Wikidata |
|        | Torre del Mas de l'Hereu | Montbrió del Camp | masia        | Estil: arquitectura popular | 41° 06′ 27″ N, 0° 58′ 53″ E / 41.1076°N,0.981506°E                   | bé cultural d'interès nacional             | Mas de l'Hereu (Montbrió del Camp) | Modifica les dades a Wikidata |
|        | l'Horta Vella del Vidal  | Montbrió del Camp | masia        |                             | 41° 06′ 34″ N, 0° 59′ 25″ E / 41.1093654279495°N,0.990310886843252°E |                                            |                                    | Modifica les dades a Wikidata |
|        | mas de l'Hereu           | Montbrió del Camp | masia        | Estil: arquitectura popular | 41° 06′ 28″ N, 0° 58′ 54″ E / 41.10779°N,0.98157°E                   | bé cultural d'interès local                | Mas de l'Hereu (Montbrió del Camp) | Modifica les dades a Wikidata |

## molí d'aigua
| imatge | Nom              | Ubicat a          | instància de | Detalls                     | coordenades                                        | Protecció                                  | Commons (més fotos)                  | Dades a WD                    |
| ------ | ---------------- | ----------------- | ------------ | --------------------------- | -------------------------------------------------- | ------------------------------------------ | ------------------------------------ | ----------------------------- |
|        | Molí dels Frares | Montbrió del Camp | molí d'aigua | Estil: arquitectura popular | 41° 06′ 45″ N, 1° 00′ 00″ E / 41.1125°N,1°E        | bé integrant del patrimoni cultural català | Molí dels Frares (Montbrió del Camp) | Modifica les dades a Wikidata |
|        | molí del Rafel   | Montbrió del Camp | molí d'aigua | Estil: arquitectura popular | 41° 06′ 44″ N, 0° 58′ 45″ E / 41.1122°N,0.979173°E | bé integrant del patrimoni cultural català | Molí del Rafel (Montbrió del Camp)   | Modifica les dades a Wikidata |

## torre de defensa
| imatge | Nom                            | Ubicat a          | instància de     | Detalls                     | coordenades                                                                 | Protecció                                                    | Commons (més fotos) | Dades a WD                    |
| ------ | ------------------------------ | ----------------- | ---------------- | --------------------------- | --------------------------------------------------------------------------- | ------------------------------------------------------------ | ------------------- | ----------------------------- |
|        | Torre de la Closa              | Montbrió del Camp | torre de defensa | Estil: arquitectura popular | 41° 07′ 15″ N, 1° 00′ 12″ E / 41.1208°N,1.00336°E                           | Bé d'Interès Cultural genèric bé cultural d'interès nacional | Torre de la Closa   | Modifica les dades a Wikidata |
|        | torre del Vedat de les Llebres | Montbrió del Camp | torre de defensa | Estat: ruïnós               | 41° 06′ 27″ N, 1° 00′ 44″ E / 41.107548468337°N,1.01225463786406°E 101 msnm |                                                              |                     | Modifica les dades a Wikidata |

## Misc
| imatge | Nom                                  | Ubicat a          | instància de                                   | Detalls            | coordenades                                                       | Protecció                   | Commons (més fotos)                  | Dades a WD                    |
| ------ | ------------------------------------ | ----------------- | ---------------------------------------------- | ------------------ | ----------------------------------------------------------------- | --------------------------- | ------------------------------------ | ----------------------------- |
|        | Casa de la Vila de Montbrió del Camp | Montbrió del Camp | casa consistorial                              | Estil: Renaixement | 41° 07′ 15″ N, 1° 00′ 12″ E / 41.1207°N,1.00337°E                 | bé cultural d'interès local | Casa de la Vila de Montbrió del Camp | Modifica les dades a Wikidata |
|        | Mas Hereu                            | Montbrió del Camp | vèrtex geodèsic                                |                    | 41° 06′ 27″ N, 0° 58′ 53″ E / 41.107616°N,0.981485°E 132.03 msnm  |                             |                                      | Modifica les dades a Wikidata |
|        | Montbrió del Camp                    | Montbrió del Camp | entitat singular de població capital municipal | 3137 hab           | 41° 07′ 12″ N, 1° 00′ 13″ E / 41.12007791°N,1.00361357°E 132 msnm |                             |                                      | Modifica les dades a Wikidata |
|        | centre històric de Montbrió del Camp | Montbrió del Camp | centre històric                                |                    | 41° 07′ 15″ N, 1° 00′ 12″ E / 41.1207°N,1.00347°E                 | bé cultural d'interès local | Centre històric de Montbrió del Camp | Modifica les dades a Wikidata |